# Servicio Oficial de Difusión Radio Eléctrica

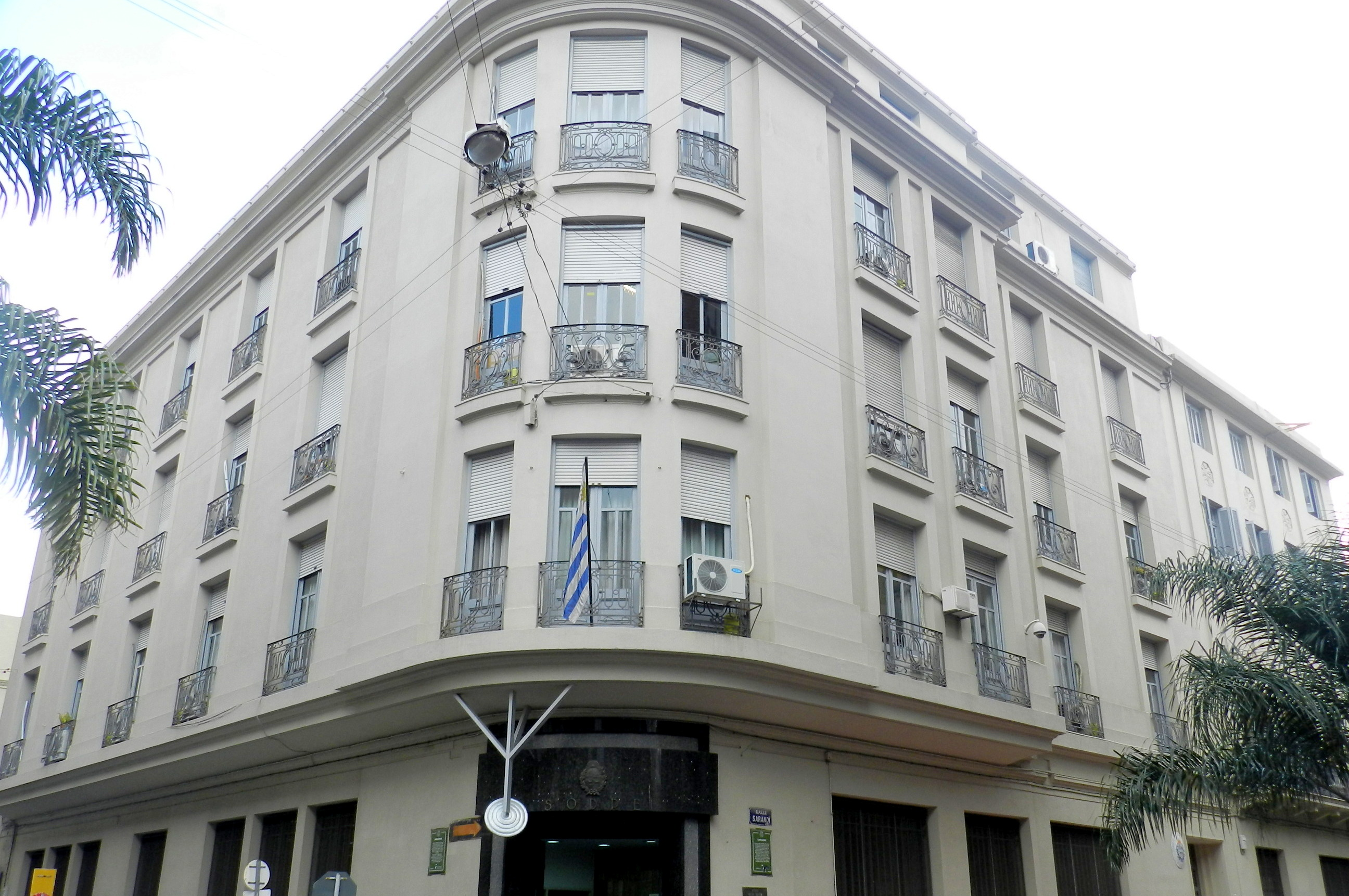
Sodre-Funkhaus in Montevideo

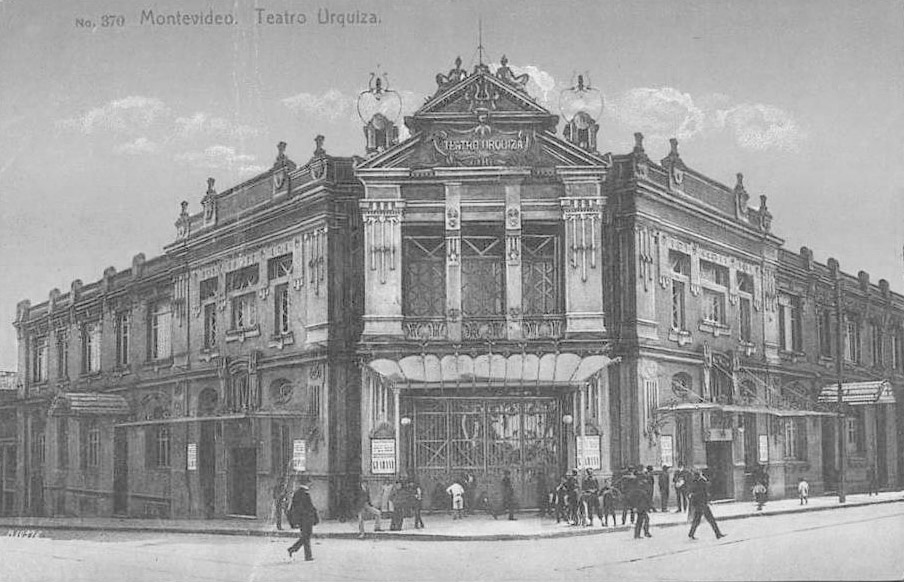
Das 1971 abgebrannte Teatro Urquiza / Estudio Auditorio del Sodre

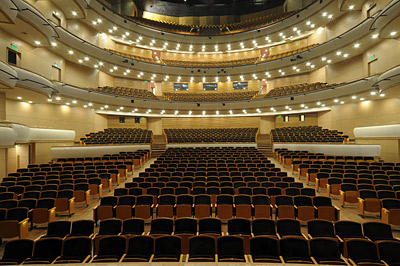
Saal des 2009 eröffneten Auditorio Nacional Adela Reta

Sodre (Akronym aus über die Zeit wechselnden, heute in der Kommunikation nicht mehr verwendeten Langformen wie Servicio Oficial de Difusión Radio Eléctrica und Servicio Oficial de Difusión, Radiotelevisión y Espectáculos) war die nationale Kulturinstitution, die bis 2015 den öffentliche Rundfunk Uruguays betrieb. Sodre unterstand dem Ministerium für Bildung und Kultur von Uruguay. 2015 wurden die Aufgabe in die Servicio de Comunicación Audiovisual Nacional überführt.

## Geschichte

### Radio und Fernsehen
Gegründet wurde Sodre im Jahre 1929 ursprünglich zum Aufbau des Rundfunks in Uruguay. Später veranstaltete Sodre die vier Programme Uruguay 1050 AM (Wortprogramm), Babel 97.1 FM (Jazz, Weltmusik usw.), Clásica 650 AM (klassische Musik; unmittelbar aus dem ersten, ab 1930 gesendeten Sodre-Programm hervorgegangen) und Emisora del Sur (lateinamerikanische Musik).
1955 begann Sodre mit ersten experimentellen Fernsehsendungen, die 1963 in einen regulären Programmdienst mündeten. 2002 wurde das Fernsehen aus Sodre herausgelöst. Es firmierte als eigenständige Institution Televisión Nacional Uruguay.

### Musik- und Tanzensembles
Schon kurz nach der Gründung wurden die Aufgaben von Sodre um die Trägerschaft von Musik- und Tanzensembles erweitert. Seit 1931 bestehen das Sinfonieorchester OSSODRE und das Kammerensemble Conjunto de Música de Cámara, seit 1935 der Chor (Coro del Sodre) und das Ballet Nacional del Sodre.
Ursprüngliche Spielstätte der Sodre-Ensembles in Montevideo war das Teatro Urquiza, das 1931 in Estudio Auditorio del Sodre umbenannt wurde. Am 18. September 1971 zerstörte ein Brand das Gebäude. Das Feuer vernichtete auch die Bestände der Notenbibliothek von Sodre, bis dahin die größte in Südamerika.
1985 erreichte Kulturministerin Adela Reta im Parlament eine Entscheidung für einen Ersatzneubau. Der Bau begann 1989, die Arbeiten stand jedoch mehrfach für längere Zeit still. Erst 2008 kam es zur Fertigstellung des neuen Theatergebäudes, das zu Ehren seines Initiators den Namen Auditorio Nacional Adela Reta erhielt und am 21. November 2009 eröffnet wurde (siehe Complejo del Sodre).